# Myrianthus preussii
Espèce
Synonymes
- Myrianthus preussii subsp. preussii[1]

Myrianthus preussii Engl. est une espèce de plantes à fleurs de la famille des Urticaceae et du genre Myrianthus. C'est un arbuste présent en Afrique tropicale.

## Étymologie
Son épithète spécifique preussii rend hommage au botaniste allemand Paul Rudolph Preuss, qui récolta des spécimens au Cameroun, près de la station de Barombi.

## Distribution
L'espèce est présente sur deux aires disjointes.
La sous-espèce Myrianthus preussii subsp. preussii est présente au Cameroun (Sud-Ouest, Littoral), au sud du Nigeria et sur l'île de Bioko en Guinée équatoriale.
La sous-espèce Myrianthus preussii subsp. seretii est présente en République démocratique du Congo et au Rwanda.

## Liste des sous-espèces
Selon Catalogue of Life (9 février 2018) :
- sous-espèce Myrianthus preussii subsp. preussii
- sous-espèce Myrianthus preussii subsp. seretii

Selon The Plant List (9 février 2018) :
- sous-espèce Myrianthus preussii subsp. seretii (De Wild.) De Ruiter

Selon Tropicos (9 février 2018) (Attention liste brute contenant possiblement des synonymes) :
- sous-espèce Myrianthus preussii subsp. preussii
- sous-espèce Myrianthus preussii subsp. seretii (De Wild.) De Ruiter